# Mellby församling, Linköpings stift
Mellby församling är en församling i Linköpings stift inom Svenska kyrkan. Församlingen ingår i Södra Vedbo pastorat och ligger i Eksjö kommun i Jönköpings län.
Församlingskyrka är Mellby kyrka.

## Administrativ historik
Församlingen har medeltida ursprung.
Församlingen utgjorde tidigt ett eget pastorat för att från 1500-talet till 1962 vara annexförsamling i pastoratet Höreda och Mellby. Detta pastorat utökades 1962 med Hults och Edshults församlingar. Från 2014 ingår församlingen i Södra Vedbo pastorat.

## Komministrar
Lista över komministrar i Melleby församling.
| Ämbetstid | Namn                       | Levnadstid | Övrigt                                       |
| --------- | -------------------------- | ---------- | -------------------------------------------- |
| 1635–1645 | Gudmundus Sporenius        | –1669      | Senare kyrkoherde i Östra Stenby församling. |
| 1647–1651 | Gudmundus Sporenius        | –1669      | Senare kyrkoherde i Östra Stenby församling. |
| 1651–1654 | Haquinus Petri Chryselius  | –1654      |                                              |
| 1655–1676 | Laurentius Isaaci          | –1676      |                                              |
| 1677–1692 | Magnus Emmander            | –1712      | Senare kyrkoherde i Säby församling.         |
| 1692–1706 | Sveno Petri Juringius      | 1656–1706  |                                              |
| 1707–1721 | Andreas Nicolai Follingius | 1679–1739  | Senare kyrkoherde i Marbäcks församling.     |
| 1721–1753 | Nicolaus Carlström         | –1753      |                                              |
| 1753–1764 | Daniel Nicolai Sjöstedt    | 1719–1764  |                                              |
| 1766–1791 | Christianus Fallander      | 1726–1791  |                                              |
| 1792–1794 | Jonas Hörberg              | 1749–1794  |                                              |
| 1797–1808 | Petrus Benjamin Tharsell   | 1759–1808  |                                              |
| 1808–1822 | Johan Petter Lund          | 1757–1822  |                                              |
| 1822–     | Jacob Fredric Ekerman      | 1788–      |                                              |

## Klockare, kantor och organister
| Ämbetstid | Namn                  | Levnadstid | Övrigt                |
| --------- | --------------------- | ---------- | --------------------- |
| 1699      | Gustaf                |            | Klockare              |
| 1793-1815 | Per Christoffersson   | 1736-1821  | Klockare              |
| 1816-1837 | Magnus Carlsson       | 1775-      | Klockare              |
| 1837-1839 | Carl Gustaf Tillström | 1811-      | Klockare              |
| 1840-1857 | Johan Blomstrand      | 1811-1857  | Organist och kantor   |
| 1858-1891 | Per Anton Svensson    | 1827-      | Organist och klockare |